# Carlo Macchini
Carlo Macchini (Ancona, 5 maggio 1996) è un ginnasta italiano, vice-campione europeo alla sbarra nel 2023.

## Carriera
All'età di quattro anni è avvicinato al mondo dello sport dai genitori, precisamente nel settembre del 2000, entra nell’A.S.D. Fermo 85 come ginnasta, allenato dal tecnico Luigi Peroli, diventando nel 2006 campione regionale. Nel 2010 Carlo entra a far parte della nazionale. Dopo aver sfidato squadre tedesche, russe e spagnole, a luglio del 2013 partecipa al Festival olimpico della gioventù europea (EYOF 2013) ad Utrecht, vincendo la medaglia di bronzo nel concorso a squadre e la medaglia d’oro alla sbarra, con apprezzamenti dell'amministrazione comunale di Fermo. Nel 2015 la sua squadra, la Ginnastica Pro Carate è Campione d’Italia di ginnastica artistica maschile.
Nel mese di novembre 2016 ha partecipato alla "Abierto Mexicano", prima gara internazionale da senior a Città del Messico. Il 18 marzo 2017 viene convocato nella nazionale per disputare a Linz, Austria, l’incontro internazionale “8th TGW Austrian Team Open” ottenendo il primo posto a squadre ed il secondo nel concorso generale, mentre dal 19 al 23 aprile ha partecipato con la nazionale italiana ai VII Campionati europei a Cluj-Napoca, in Romania. Dal 12 al 14 maggio Carlo gareggia con la nazionale alla World Challenge Cup a Capodistria, in Slovenia, ottenendo il quarto posto alla sbarra, dal 7 al 9 settembre si trova a Szombathely, in Ungheria, ottenendo la finale alla sbarra in coppa del mondo col secondo punteggio e il 18 Novembre si trova a Mortara, in vista del Trofeo Massucchi, piazzandosi sul secondo gradino del podio.
Nel weekend del 10 e 11 marzo 2018 nella Coppa dei Campioni, arriva secondo nel concorso generale e vince la medaglia d'oro nel cavallo con maniglie e quella d'argento alla sbarra; dal 13 al 19 marzo si trova a Baku, Azerbaigian, per la Coppa del Mondo, dove centra la finale alle parallele e si piazza settimo. Dal 31 maggio al 3 giugno gareggia nella Coppa del Mondo a Capodistria, entrando in finale alle parallele. Dal 25 al 3 novembre Carlo è convocato nella squadra Nazionale ai campionati del mondo di Doha, Qatar, ottenendo un 14º posto a squadre e qualificandosi per i successivi campionati del mondo a Stoccarda del 2019. Dal 22 al 25 novembre 2018 partecipa alla Coppa del Mondo a Cottbus, in Germania, qualificandosi per la finale alla sbarra col sesto punteggio. In finale arriva ottavo.
Il 2 e il 3 marzo 2019, partecipa alla Coppa dei Campioni e si piazza terzo nel concorso generale, primo al cavallo e terzo alle parallele e dal 13 al 17 marzo si trova a Baku per la Coppa del Mondo. Nello stesso mese partecipa alla coppa del Mondo a Doha, arrivando quarto alla sbarra. Dal 10 al 14 aprile disputa l'ottavo campionato d'Europa individuale a Stettino, in Polonia, arrivando ai piedi del Podio alla sbarra. Il primo giugno, in vista del Torneo Internazionale di Ginnastica artistica maschile “Memorial Erminio Visconti”, Carlo è uno dei membri a rappresentare la nazionale italiana a Seveso, in una gara amichevole contro la Turchia. Nel weekend del 15 e 16 giugno partecipa alla Coppa Campioni a Fermo, dove vince il concorso generale e conquista la medaglia d'argento al cavallo, d'oro a parallele e a sbarra. Dal 24 al 30 giugno 2019 partecipa ai Giochi Europei di Minsk, in Bielorussia, conquistando la finale alla sbarra che chiude al sesto posto. Nel weekend del 14 e 15 settembre partecipa ai campionati italiani assoluti a Meda.
Dal 15 luglio 2020 entra a far parte del gruppo sportivo delle Fiamme Oro della Polizia di Stato e diventa campione italiano alla sbarra.
Il 20 marzo 2022 vince la medaglia d'oro alla sbarra nella tappa di Coppa del Mondo tenutasi al Cairo.
Nel febbraio del 2023 conquista la medaglia d'argento nella tappa di Coppa del Mondo di Cottbus.